# Јагода Лазаревић
Јагода Лазаревић (1969) је српска политичарка. Тренутно на функцији министра унутрашње и спољне трговине од 2025. Од 2022. до 2025. године била је вршилац дужности помоћника министра спољних послова за економску дипломатију.